# Elvis Bwomono
Elvis Okello Bwomono (* 29. November 1998 in Kampala) ist ein ugandischer Fußballspieler, der zuletzt beim FC St. Mirren in Schottland unter Vertrag stand.

## Karriere

### Verein
Elvis Bwomono wurde in der ugandischen Hauptstadt Kampala geboren und lebte dort bis zu seinem dritten Lebensjahr. Mit seiner Familie zog Bwomomo später nach London, wo er seine Fußballkarriere als Jugendspieler bei den Queens Park Rangers begann. Als 14-Jähriger wechselte zu Southend United, aus der etwa 60 Kilometer von London entfernten Stadt Southend-on-Sea. Sein Debüt für die erste Mannschaft der „Shrimpers“ gab er am 29. August 2017 bei einer 1:2-Niederlage gegen den FC Gillingham in der EFL Trophy. Vier Tage später gab er sein Ligadebüt in der League One im Heimspiel gegen den AFC Rochdale. Nachdem der 18-Jährige in der Saison 2017/18 sechs Einsätze für den Verein absolviert hatte, unterschrieb er im Oktober 2017 seinen ersten Profivertrag. Ab der Saison 2018/19 kam er regelmäßig als Außenverteidiger zum Einsatz. Am 1. Februar 2020 gelang ihm sein erstes Ligator in einer Partie gegen Lincoln City, als er das 2:1-Siegtor in der 90. Minute erzielte. Am Ende der Saison 2019/20 stieg er mit Southend in die vierte Liga ab. Die folgende Spielzeit 2020/21 folgte mit einem weiteren Abstieg in die National League. Obwohl Bwomono Stammspieler war, und hinter dem Torhüter Mark Oxley der Spieler mit den zweitmeisten Ligaeinsätzen im Team, lehnte er eine Vertragsverlängerung ab.
Zwischen Juli 2021 und Mai 2022 blieb Bwomono vereinslos. Am 12. Mai 2022 unterschrieb Bwomono einen Vertrag beim isländischen Erstligisten ÍBV Vestmannaeyja. Nachdem der Verein im Oktober 2023 als Absteiger aus der Besta deild 2023 feststand, verließ er den Verein von den Westmännerinseln nach eineinhalb Jahren und 44 Ligaeinsätzen.
Bwomono unterschrieb kurz darauf im Dezember 2023 einen Vertrag bis zum Ende der Saison 2023/24 beim FC St. Mirren aus Schottland.

### Nationalmannschaft
Elvis Bwomono gab sein Länderspieldebüt für Uganda im November 2020 in der Qualifikation für den Afrika-Cup 2022 gegen den Südsudan.